# Senecio sumatranus
Senecio sumatranus là một loài thực vật có hoa trong họ Cúc. Loài này được Martelli miêu tả khoa học đầu tiên.